# Château des Ternes
Château des Ternes je zámek na území Paříže v 17. obvodu. Stavba je od roku 1949 chráněná jako historická památka.

## Historie
První písemná zmínka o tomto místě pochází ze středověku, kdy se roku 1320 v rámci opatství Saint-Denis hovoří o „villam externam“ (tj. statku za hradbami města), který se nachází mezi Roule a Bois de Boulogne, ve farnosti Villiers-la-Garenne. Během stoleté války byl statek Esterne zcela přestavěn jeho majitelem Pierrem Jourdaingem, který své panství obehnal silnou hradbou. Hranicí je trasa současné Rue Laugier.
V roce 1548 statek Esterne koupil Pierre Habert (zemřel 1597), francouzský spisovatel narozený v Issoudunu, komorník krále, králův poradce a sekretář jeho komory, bratr básníka Françoise Haberta, který jej přestavěl na větší sídlo, doplněné dvěma věžičkami a padacím mostem přes příkopy. Jeho vnuk Isaac Habert se stal majitelem, když král Ludvík XIII. ustavil toto území královským výnosem v roce 1634 jako léno. Na konci 17. století zde stálo pět budov, z nichž tři tvořily hrad.
V roce 1715 koupil hrad Pomponne de Mirey, královský sekretář, pokladník finanční správy, příjemce zásilek, pán z Blanc-Mesnil, a nechal jej přestavět. Hrad získal podobu zámku obklopeného parkem. Příkopy a padací most byly odstraněny. Pomponne de Mirey na zámku zemřel 21. dubna 1740.
V září 1740 prodaly jeho dvě dcery, Jeanne Mirey a Élisabeth Mirey, panství za 80 000 liver Pierrovi Grégoirovi Massemu z bohaté zlatnické rodiny. Ten prodal pozemek sousedící s planinou Sablons, kde se nacházela věž postavená během stoleté války. Pierre Grégoire Masse nechal postavit Château des Sablons s nádvořím, zahradami a hospodářskými budovami. Zemřel bezdětný v Château des Ternes 9. listopadu 1766. Jeho dědičkou se stala jeho sestra Madeleine, provdaná za Louise-Henryho Verona.
V souladu s přáním zesnulého zámek prodala. Za 150 000 liver jej koupili Ange Laurent Lalive de Jully a jeho manželka Marie-Louise de Nettine. Ten bydlel doposud v paláci na Rue de Ménars, ale protože trpěl neuranestií, koupil Château des Ternes, aby využil čistého vzduchu a klidu venkova. Žil zde 18 měsíců.
Od jeho manželky majetek získal 30. dubna 1771 Louis-François de Galliffet (1695-1778), syn Alexandra de Galliffet, který vlastnil cukrovary v Saint-Domingue. V roce 1730 se oženil s Denise Élisabeth Pucelle, která zemřela v roce 1761, s níž neměl žádné děti. Dne 4. září 1765 sepsal závěť, ve které jeho bratranec Simon Alexandre Jean de Galliffet získal užívací právo na veškerý majetek a po jeho smrti toto vlastnictví přešlo na jeho syna, Louise Françoise Alexandra de Galliffet. 
K panství Les Ternes patřily tehdy dva zámky a v roce 1775 tvořilo osadu osmnáct domů. Dne 11. srpna 1778 prodal Louis François Alexandre de Galliffet zámek a park za částku 170 000 liver pařížskému měšťanovi Josephu Normandovi, který však jednal jménem Nicolase Lenoira, Jean-Baptista Servata a Charlese-Nicolase Rollanda. Architekt Lenoir vykoupil podíly svých přátel v roce 1781. Předělal zámek zvýšením zdi, rozdělil panství na čtyři části, čímž se otevřela cesta pod zámkem pojmenovaná Rue de l'Arcade, ze které se v roce 1864 stala Rue Bayen. Park byl také rozparcelován. Mříž u hlavní brány odkoupil Jean-Baptiste-Jacques Élie de Beaumont, který ji nechal nainstalovat na svém zámku Canon (departement Calvados), kde se dochovala dodnes.
Všechny čtyři části byly rozprodány:
- pravou část zámku koupil 26. listopadu 1781 lékárník a chemik Antoin Baumé
- pozemek koupila 2. dubna 1785 "Société des fers prépares à l'abri de la rouille" (Společnost pro železo s ochranou před rzí), která zde postavila první průmyslové budovy
- levou část zámku a stáje koupil 12. září 1785 François-Marie Grivois, pokladník velké účtárny královské pokladny
- poslední část byla prodána 22. července 1787

Levou část hradu koupil od Grivoise dne 15. října 1793 Antoine-Joseph Raup Baptestin. Ten jej prodal 20. května 1795 Richardovi Codmanovi, americkému občanovi z Bostonu. Ten velmi upravil interiéry. Zámek získal 14. června 1797 Robert Lyle, další americký občan, který jej 2. května 1798 prodal Raphaëlovi Avezedovi. Dne 26. května 1800 jej získal Denis-Charles Benoist a připojil tento pozemek k sousednímu, který koupil předtím. Vlastnictví si ponechal až do své smrti 24. září 1810. Dne 10. listopadu 1814 jej koupil generál hrabě Pierre Dupont de l'Étang.
Pravou část zámku od lékárníka Baumého koupil 1. září 1796 pařížský bankéř Jacques-Philippe Follope ve prospěch hraběte Josepha-Alexandra Bergona, generálního ředitele vod a lesů. Tomu se v roce 1787 narodila dcera Jeanne Joséphine Grace Bergon, která se 26. prosince 1804 spojila s generálem hrabětem Dupontem de l'Étang. Po smrti hraběte Bergona 16. října 1824 zdědila pravou stranu zámku. Generál Dupont de l'Étang zemřel 7. května 1840. Jeho dcera Madame de Richemont zdědila levou část zámku, zatímco její matka vlastnila pravou části. Hraběnka Dupont de l'Étang zemřela na zámku 13. června 1858. Její dcera, Madame de Richemont, zemřela o deset let dříve.
Nicolas Lenoir nechal postavil řadu budov pro továrnu na železo s ochranu proti rzi. Dne 25. dubna 1785 Lenoir pozemek prodal. Za Francouzské revoluce vzniklo město Neuilly-sur-Seine, ke kterému byla připojena vesnička Ternes. Dne 24. dubna 1801 koupil továrnu v dražbě její ředitel Monclar.
Jean-Antoine Chaptal získal panství Ternes v dražbě 15. září 1798. Zřídil zde chemickou továrnu, která se nacházela na rozlehlém pozemku o velikosti čtyř hektarů mezi Rue de l'Arcade a Chemin de la Révolte. Území bylo na severu omezeno silnicí ze Saint-Cloud do Compiègne neboli Route de la Révolte a na jihu sousedilo s domy a zahradami. Rue de l'Arcade na východě a Rue de Villiers na západě tvořily zbývající hranice. Vyráběla se zde kyselina sírová a šťavelová, síran cínatý, síran železitý, pyrolignit železitý a kamenec. S obchodní krizí a obtížným řízením společnosti byly továrny v červenci 1830 zastaveny. Továrna Ternes byla nabídnuta k dražbě na základě rozsudku ze 16. června 1830. Celý majetek patřící Chaptalům byl rozdělen na osm parcel.
V roce 1856 převzala kongregace svatého Kříže malou náboženskou školu, která byla založena v zámku a vytvořila tak svou třetí školu ve Francii (po Le Mans a Saint-Brieuc). Budova přestala brzy dostačovat a škola se v roce 1867 přestěhovala do Neuilly-sur-Seine.
V roce 1858 byly obě části hradu spojeny díky rodině Haincque de Saint-Senoch.
V zimě 1954 Abbé Pierre v zámku umístil bezdomovce, kteří zde topily parketami vytrhanými z místností zámku. Budovy byly v roce 1956 prohlášeny za veřejně prospěšné a postupně se staly majetkem Assistance publique – Hôpitaux de Paris, poté města Paříže. Součástí budovy jsou nyní obecní jesle.
Budova byla zapsána mezi historické památky v roce 1928, poté v roce 1931 vyškrtnuta. Dne 13. června 1949 byla opět zařazena mezi historické památky.

## Architektura
Budova obsahuje přední část s velkými arkýři, dvěma půlkruhovými křídly. Fasáda je klasicky inspirována seříznutými nárožími, velkými půlkruhovými arkýři ve dvou úrovních a mansardovými střechami. Centrální pavilon tvořící avant-corps proboural architekt Nicolas Lenoir, aby tedy prošla cesta a později ulice.